# Wilhelm Vorwerg
Wilhelm Vorwerg (né le 6 août 1899 à Sorau, mort le 15 juillet 1990 à Cologne) est un chef décorateur allemand.

## Biographie
Fils d'un peintre, il étudie à l'école supérieure des beaux-arts de Dresde en 1919. En 1920, il vient à Berlin et travaille comme décorateur pour Max Reinhardt.
Vorwerg vient au cinéma comme peintre. En 1938, il devient décorateur pour Terra Filmkunst, d'abord en collaboration avec Hans Sohnle. Après la Seconde Guerre mondiale, il travaille jusqu'en 1952 pour la DEFA. En 1963, Vorwerg et Walter Kutz conçoivent ensemble les adaptations de romans d'Edgar Wallace. Par ailleurs, il tient aussi quelques petits rôles dans ces films.
Il termine sa carrière avec Charley's Onkel et prend sa retraite à 70 ans.

## Filmographie

### Comme chef décorateur
- 1939 : Ziel in den Wolken de Wolfgang Liebeneiner
- 1939 : Die Stimme aus dem Äther
- 1939 : Le Chapeau florentin (Der Florentiner Hut) de Wolfgang Liebeneiner
- 1939 : L'Océan en feu Brand im Ozean) de Günther Rittau
- 1940 : Sous-marin, en avant ! (de)
- 1941 : Der scheinheilige Florian
- 1941 : Venus vor Gericht
- 1942 : Der 5. Juni
- 1944 : Sommernächte
- 1944 : Les Aiglons (Junge Adler) d'Alfred Weidenmann
- 1945 : Wie sagen wir es unseren Kindern?
- 1948 : 1-2-3 Corona
- 1949 : Die Kuckucks
- 1950 : Bürgermeister Anna
- 1951 : Modell Bianka
- 1952 : Das verurteilte Dorf
- 1953 : Anna Susanna
- 1953 : Mit siebzehn beginnt das Leben
- 1954 : Das ideale Brautpaar de Robert Adolf Stemmle
- 1954 : Annette de Tharau
- 1955 : Die Toteninsel
- 1955 : Urlaub auf Ehrenwort
- 1956 : Mein Vater, der Schauspieler de Robert Siodmak
- 1956 : Stresemann d'Alfred Braun
- 1957 : Vater sein dagegen sehr de Kurt Meisel
- 1957 : Le Renard de Paris (Der Fuchs von Paris) de Paul May
- 1958 : Zwei Herzen im Mai
- 1959 : Liebe, Luft und lauter Lügen
- 1960 : Heldinnen
- 1960 : ...und noch frech dazu!
- 1960 : Willy, der Privatdetektiv
- 1961 : Filles perdues
- 1961 : Robert und Bertram
- 1961 : Vendredi 13 heures
- 1961 : Ramona
- 1961 : Café Oriental
- 1963 : Le Crapaud masqué
- 1963 : Das indische Tuch
- 1964 : L'Attaque du fourgon postal
- 1964 : Les Rayons de la mort du Dr. Mabuse de Hugo Fregonese et Victor De Santis :
- 1964 : Le Défi du Maltais (Der Hexer) d'Alfred Vohrer
- 1965 : Neues vom Hexer
- 1965 : Der unheimliche Mönch
- 1966 : Le Bossu de Londres
- 1967 : Le Moine au fouet (Der Mönch mit der Peitsche) d'Alfred Vohrer
- 1967 : La Main de l'épouvante
- 1968 : Ces diables de collégiens (de)
- 1968 : Le Château des chiens hurlants (Der Hund von Blackwood Castle) d'Alfred Vohrer
- 1968 : La Vengeance du scorpion d'or (Im Banne des Unheimlichen) d'Alfred Vohrer
- 1968 : Le Mariage parfait
- 1968 : Der Gorilla von Soho (de)
- 1968 : L'Homme à l'œil de verre (Der Mann mit dem Glasauge) d'Alfred Vohrer
- 1969 : Charley's Onkel

### Comme acteur
- 1963 : Das indische Tuch
- 1964 : Le Défi du Maltais (Der Hexer) d'Alfred Vohrer
- 1965 : Neues vom Hexer
- 1965 : Der unheimliche Mönch
- 1967 : Le Moine au fouet (Der Mönch mit der Peitsche) d'Alfred Vohrer

## Crédit d'auteurs
- (de) Cet article est partiellement ou en totalité issu de l’article de Wikipédia en allemand intitulé « Wilhelm Vorwerg » (voir la liste des auteurs).